# 斯維佳
50°31′49″N 28°51′1″E / 50.53028°N 28.85028°E
斯維佳（羅馬化：Svydia）是烏克蘭的村落，位於該國北部日托米爾州，由日托米爾區負責管轄，始建於1614年，面積1.16平方公里，海拔高度203米，2001年人口335，人口密度每平方公里287.8人。